# Rungsted Seier Capital
Rungsted Seier Capital je klub ledního hokeje z dánského města Hørsholm. Je účastníkem Metal Ligaen. Sídlem je Bitcoin Aréna, která má kapacitu 2 460 diváků. Klubové barvy jsou tmavě červená, modrá a bílá.

## Historie
Klub byl založen v roce 2013, ale za rok založení se udává rok 1941. Klub patřil mezi nejúspěšnější kluby v Dánské lize, ale v roce 2010 klub zkrachoval. Klub byl obnoven v roce 2013 a dostal se zpět do nejvyšší Dánské hokejové ligy a dokázal se zpět dostat mezi nejlepší týmy. Domácí ligu dokázal klub vyhrát v rocích 1955, 1963, 2002, 2019.

## Úspěchy
- Metal Ligaen:
  - : 1955, 1963, 2002, 2019,
  - : 1956, 1960, 1961, 1962, 1964, 1971, 1980, 1996, 1998,
  - : 1968, 1975, 1984, 1995, 1997, 2003,